# 新潟大火 (1955年)
1955年の新潟大火（にいがたたいか）とは、1955年（昭和30年）10月1日未明に新潟県新潟市（現・同市中央区）の中心部で発生した火災、及びそれによる被害の総称である。
新潟市中心部では明治維新以後、「新潟大火」と呼ばれる大規模な火災が数回あり、このうち1908年（明治41年）3月8日の大火（若狭屋火事）では1000戸以上を延焼し、萬代橋の初代橋梁を半分以上焼失する被害が出ている（詳細は新潟大火を参照）。当記事では、前述した1955年の大火（いわゆる『昭和新潟大火』）について記述する。その他の新潟大火との区別のため、この大火は昭和新潟大火と呼ばれることもある。

## 火災状況

### 発生
火災が発生したのは、1955年10月1日午前2時50分頃。出火元は新潟市医学町一番町にあった新潟県庁舎第三分館で、出火原因はモルタル外壁内部で発生した漏電によるものだった。
第三分館は県教育庁などが配置されていた木造の分庁舎で、当時の県庁本庁舎（2017年現在、新潟市役所本庁舎本館が立地している場所）の向かい側に所在し、現在はマンション「ダイアパレス医学町」が立地する場所である。ちょうど日本海を台風22号が通過した直後のことで、西からの強風により、東方向の新潟市街地へ向けて火の手が広がった。 

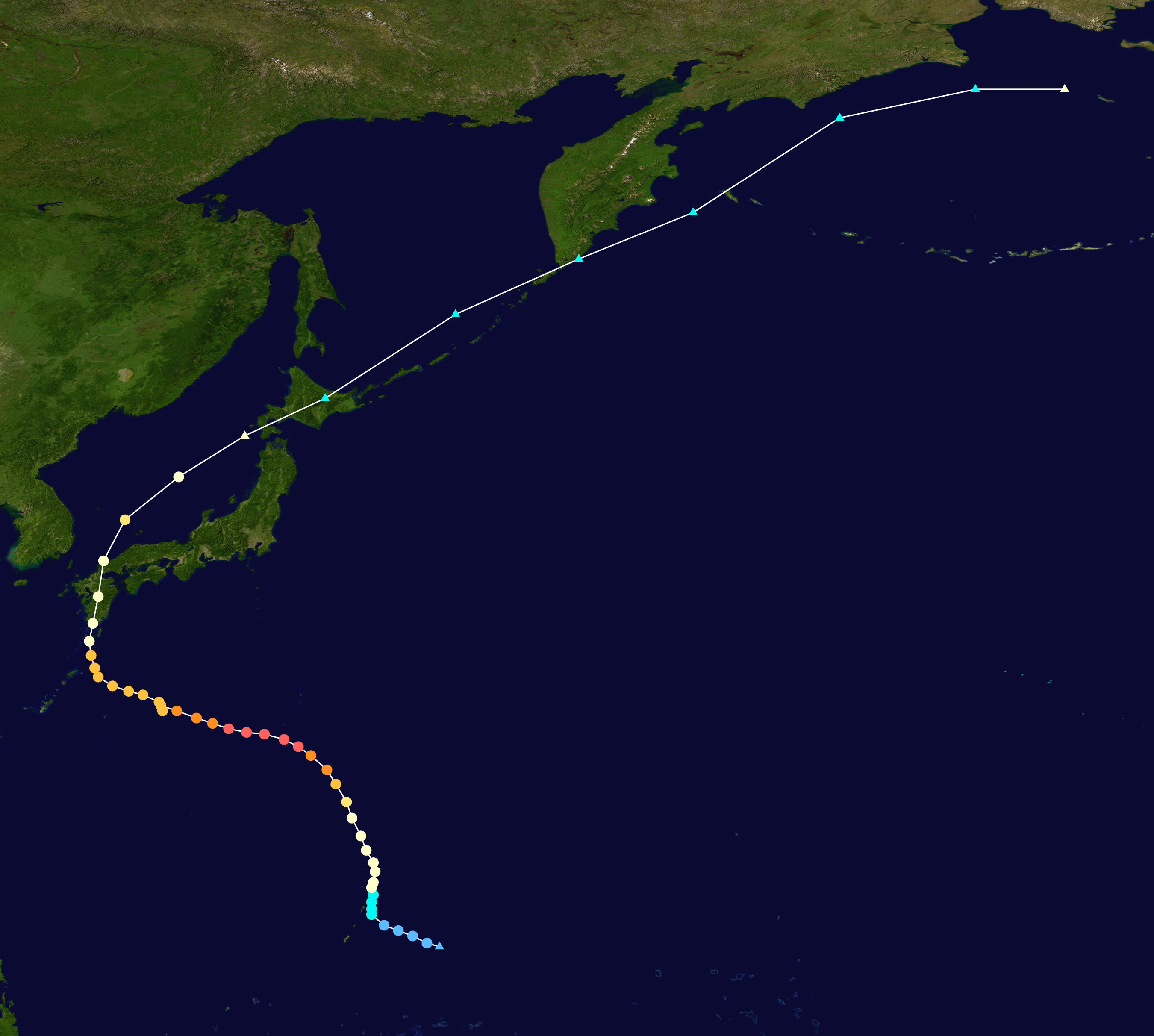
台風22号の進路

午前3時4分、新潟市消防本部（現在の新潟市消防局の前身）に初期通報が入り、消防隊が出動する。
しかし台風からの吹き返しの強風に加え、連日のフェーン現象で空気が乾燥していたため火の回りが速く、県庁から真っ直ぐ北へ伸びる東中通、その1本東の西堀通に延焼。更にその先の古町方面に燃え広がった。

### ラジオ新潟による実況中継
市内中心部の古町に当時所在した大和新潟店7階にはラジオ新潟（現在のBSN新潟放送）の本社及びスタジオがあり、当時は未明で本来放送休止のところ、30分毎に台風情報を随時伝えるため送信を継続しており、情報の合間にはフィラー音楽を演奏していた。
出火の一報を受け、ラジオ新潟は、アナウンサー（当時）の丹羽国夫らスタッフが、急遽大和屋上からの臨時生中継を敢行する事になった。強風に煽られないよう、丹羽は自らの全身をマイクのコードで金網に括りつけて固定した上で、午前4時15分頃に中継が開始され、ラジオを通じて市内中心部の惨状が市民に伝えられた。
火の手は午前4時頃、既に古町界隈に達していた。西堀通を挟んで向かい側の新潟市役所（2024年現在NEXT21が立地している場所）や、柾谷小路を挟んで斜め向かいの小林百貨店（のちの新潟三越、2020年閉店）や正面の住友銀行新潟支店（のちの三井住友銀行新潟北支店、店舗統合により撤去され、現在は国際調理製菓専門学校が立地している）など、周辺の建物から次々と火の手が上がり始めた。
丹羽はマイクを握り締め、眉を熱風に焼かれながら実況中継を行っていたが、小林百貨店から出火した知らせを受け「小林デパートから火が出ました。では……実況を……この辺で打ち切る事にします。危険ですからこの辺で実況を打ち切ります。」と放送した後、午前4時35分を以って中継を打ち切り、スタッフは全員退避した。その15分後に大和からも出火し、ラジオ新潟の社屋もろとも全焼した。
ラジオ新潟は本社からの実況中継と並行して、郊外の同市網川原（現在の中央区美咲町）地内にある送信所において、臨時スタジオの準備を進めていた。これは本社の自家発電設備が不安定だったことから、電源が安定している網川原送信所からも随時台風関連の情報を放送できるよう、アナウンサーやスタッフを配置するなど体制を整えていたためで、本社からの中継音声が途切れた約1分後には網川原からの再開第一声が発せられ、火災の状況や避難指示などが引き続き伝えられた。

### 鎮火
夜が明けてくると火の勢いはやや収まったが、それでも柾谷小路沿いに本町も嘗め尽くした炎は萬代橋の近くまで迫りつつあった。しかも強風のあおりで信濃川沿いの民家に飛び火。午前10時50分にやっと鎮圧。残火も含めて完全鎮火したのは午後7時のことだった。

## 被害

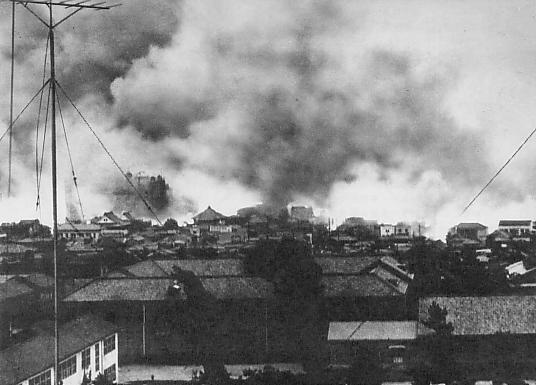
遠景

この1955年新潟大火により、新潟市の中心部は壊滅的な打撃を受けた。市内の建物もまだ木造が多く、焼け残った建物は少なかった。
また新潟日報社、新潟県農協（県信連・県経済連）、小林百貨店、大和新潟店（7階にはラジオ新潟（現在の新潟放送）の演奏所もあった）、新潟市役所、新潟郵便局（現在の新潟中郵便局）、東北電力新潟営業所、竹山病院、北越銀行古町支店、第四銀行本店、同古町支店などがこの時の火災で焼失している。また東中通と西堀通の間にあって「寺町」と称される寺院街も被害を受けた。しかし死者は一人も出なかったのは文字通り不幸中の幸いであり、奇跡に近いと云われている。
- 死者　無し
- 行方不明者　1名
- 消防職員の負傷者　48名
- 応援消防隊員の負傷者　10名
- 自衛隊員の負傷者　2名
- 一般人の負傷者　175名（うち重傷者35名）
- 焼失面積　78,000坪
- 焼失延坪数　64,984坪
- 焼失建坪数　40,839坪
- 焼失棟数　892棟
- 焼失戸数　972戸
- 罹災世帯　1,193世帯
- 罹災人員　5,901名

### 損害見積額
- 建物　21億3,287万1,000円
- 家具什器　7億6,047万7,100円
- 商品額　17億7,054万200円
- 機械設備等　7億5,644万3,000円
- その他　15億6,673万8,100円
- 損害見積額　合計　69億8,706万9,400円

## 火災後の状況

### 堀割の埋め立て
この後新潟市内を流れていた堀（西堀・東堀など）が高度経済成長期までに埋め立てられた。
1964年（昭和39年）に第19回国民体育大会（新潟国体）が開催されることが決まり、市内中心部の道路網の整備が急務だったことに加え、当時の新潟市は下水道の整備が進んでおらず、堀に生活排水が流入するなどして水質が年々汚濁し、衛生の確保が必要であった事などが主な理由として挙げられるが、加えてこの大火の際、堀のある通りはその畔に植栽してあったヤナギの木が障害物となり、消防車両が入りにくく消火活動の妨げになった事や、防火のためにある程度の空間を確保する必要があった事なども、堀を廃止する遠因となっている。

### 実況中継への評価
火災の模様を自社社屋の炎上寸前まで伝えたラジオ新潟の実況中継には世間から高い評価が与えられ、当時の新潟県知事や郵政大臣から感謝状が贈られた他、日本民間放送連盟が主催する第4回民放祭番組コンクール（1967年から「民放連賞」。1956年（昭和31年）4月21日開催）において報道活動部門の優秀賞を受賞した。大火当時の同局の取り組みについては、その後も現在に至るまで各種報道などで取り上げられている。
この実況放送の模様は、ラジオ新潟の長岡放送局に駐在していた社員が、網川原送信所の放送電波を直接受信して同録しており、同日中にラジオ東京（現在のTBSラジオ）を通じ、大火の模様が全国に向けて報じられた。録音テープは後に新潟放送とTBSから新潟市歴史博物館（みなとぴあ）に寄贈された。みなとぴあにおいて、この実況放送の録音音源を聴くことができる。

### 火災からの復興
新潟大火によって大きな打撃を受けた新潟市民だが、次の大目標となった先述の新潟国体に向けて邁進していく。国体は成功裏に終わったが、閉会式から僅か5日後に起こった新潟地震により再び大きな被害を受けることになる。